# Буркард II фон Вьолтингероде-Волденберг
Буркард II фон Вьолтингероде-Волденберг (на немски: Burchard II von Wöltingerode-Woldenberg; † 13 май 1273) от род Вьолтингероде е граф на Волденберг.

## Произход
Той е вторият син на граф Херман I фон Волденберг-Харцбург († 1243/1244) и съпругата му София фон Еверщайн († сл. 1272), дъщеря на граф Албрехт IV фон Еверщайн († 1214) и втората му съпруга Агнес Баварска фон Вителсбах († сл. 1219), вдовица на вилдграф Герхард I фон Кирбург († сл. 1198), дъщеря на пфалцграф Ото VII фон Вителсбах († 1189) и Бенедикта фон Вьорт. Внук е на граф Буркард I фон Вьолтингероде-Волденберг, бургграф на замък Харцбург († 1189).
Братята му са Хайнрих II 'Млади' († 14 декември 1273), граф на Волденбург-Хоенбухен, и Херман († сл. 1270), домхер в Хилдесхайм (1247 – 1270).

## Фамилия
Буркард II фон Вьолтингероде-Волденберг се жени за фон Арнщайн-Барби, дъщеря на Валтер IV фон Арнщайн († сл. 1259) и Луитгард фон Кверфурт-Магдебург († 1263). Те имат децата:
- дъщеря фон Волденберг, омъжена за Валтер фон Дорщат († сл. 1322), син на Конрад фон Дорщат († 1269) и Гертруд фон Амерслебен († сл. 1262)
- Буркард IV фон Волденберг († 30 юли 1285)
- Херман III фон Волденберг († между 3 май 1288 – 1 февруари 1295)
- Валтер фон Волденберг († сл. 1275)
- Хайнрих фон Волденберг (* пр. 1267; † 13 юли 1318 в Авиньон), епископ на Хилдесхайм (1310 – 1318).
- Мехтилд фон Волденберг († 13 ноември 1316), канонеса в Гандерсхайм (1285), приорес в Гандерсхайм (1289 – 1314), абатиса на Гандерсхайм (1308 – 1314)